# 馬震寧
馬震寧（英語：Johnny Ma，6月23日—），香港通識研究協會主席，《中國日報》、《成報》、《太陽報》教育版專欄作者。就讀於香港城市大學社會科學學士課程，其後於香港中文大學攻讀人類學碩士課程。2010年，他獲HKU SPACE委任為HKU SPACE Community College - Mentorship Programme Mentor。2012年，他獲邀擔任第22屆香港貿發局教育及職業博覽嘉賓，並主持「通識·思考」分享會。

## 獎項
- 海港青年商會第二屆青年領袖

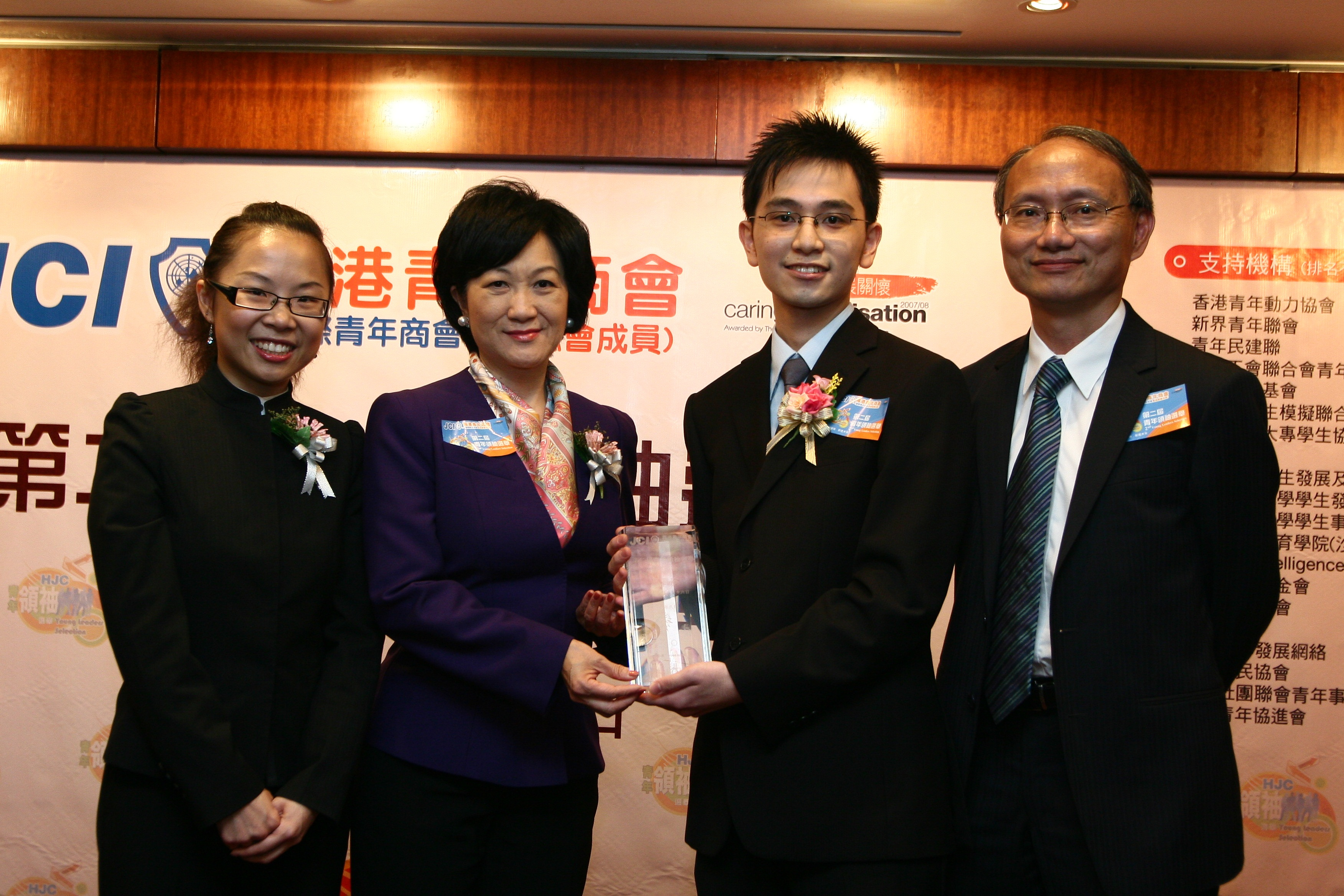
2008年當選海港青年商會青年領袖

- 光波24書網「夢想起飛：齊來踏上作家之路–創作投稿出書大行動」

## 社會職務
- HKU SPACE Community College - Mentorship Programme Mentor（2010年至今）
- 《中國日報》教育版專欄作者（2012年）
- 《太陽報》顧問老師（2012年至今）
- 《成報》議事堂專欄作者（2013年至今）
- 《文匯報》專欄作者（2014年至今）

## 著作

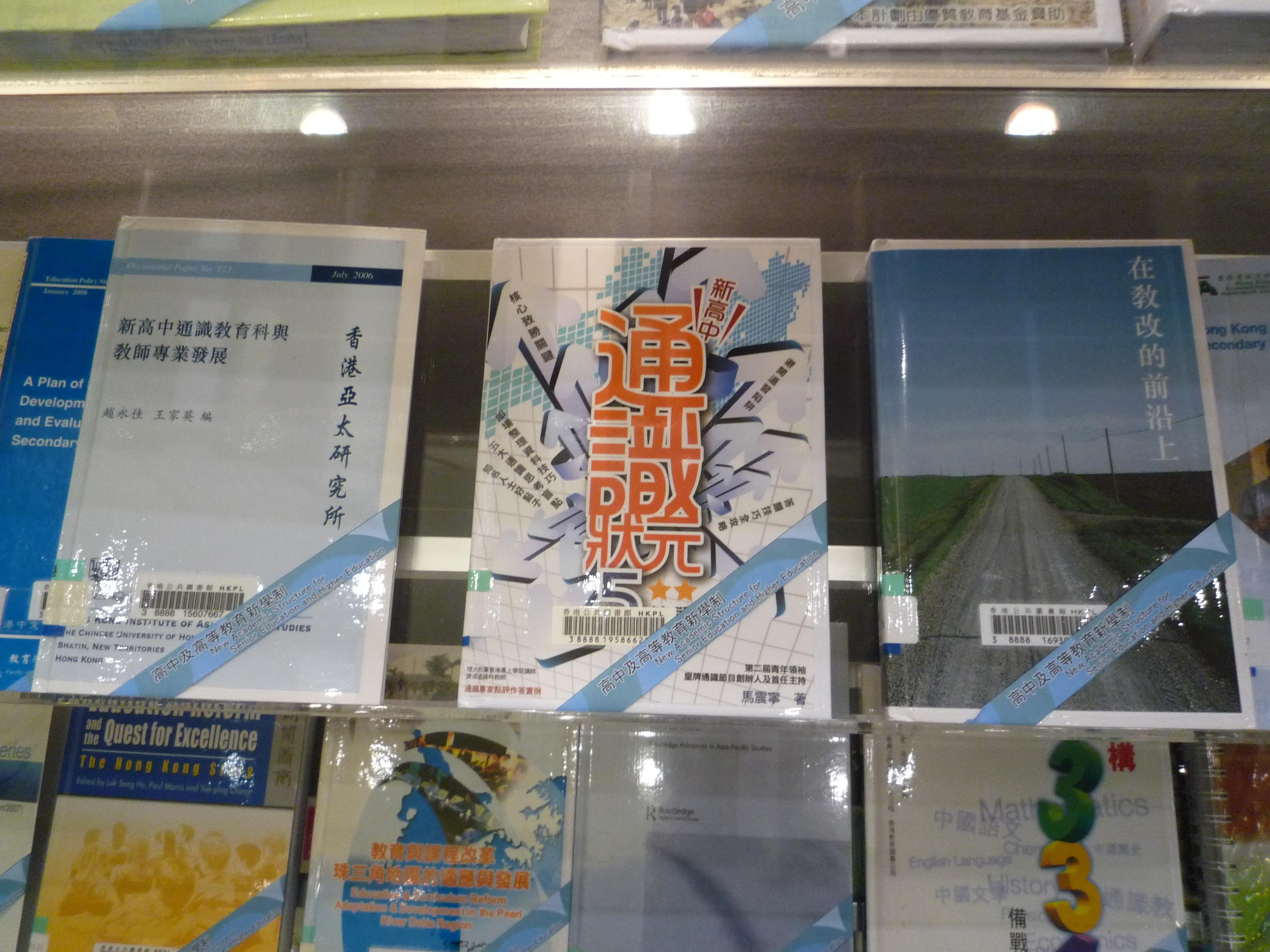
香港中央圖書館展出馬震寧老師之通識科參考書籍

- 《新高中－通識狀元5星筆記》
- 《向左走，向右走 -博物館「路線圖」研究》